# Piaśnica (Fluss)
Die Piaśnica (deutsch Piasnitz, früher Piasznitz, Piaschnitz),  kaschubisch Piôsznica, ist ein etwa 28  Kilometer langer Küstenfluss in der  polnischen Woiwodschaft Pommern, der nördlich des Zarnowitzer Sees in die Ostsee mündet.

## Verlauf

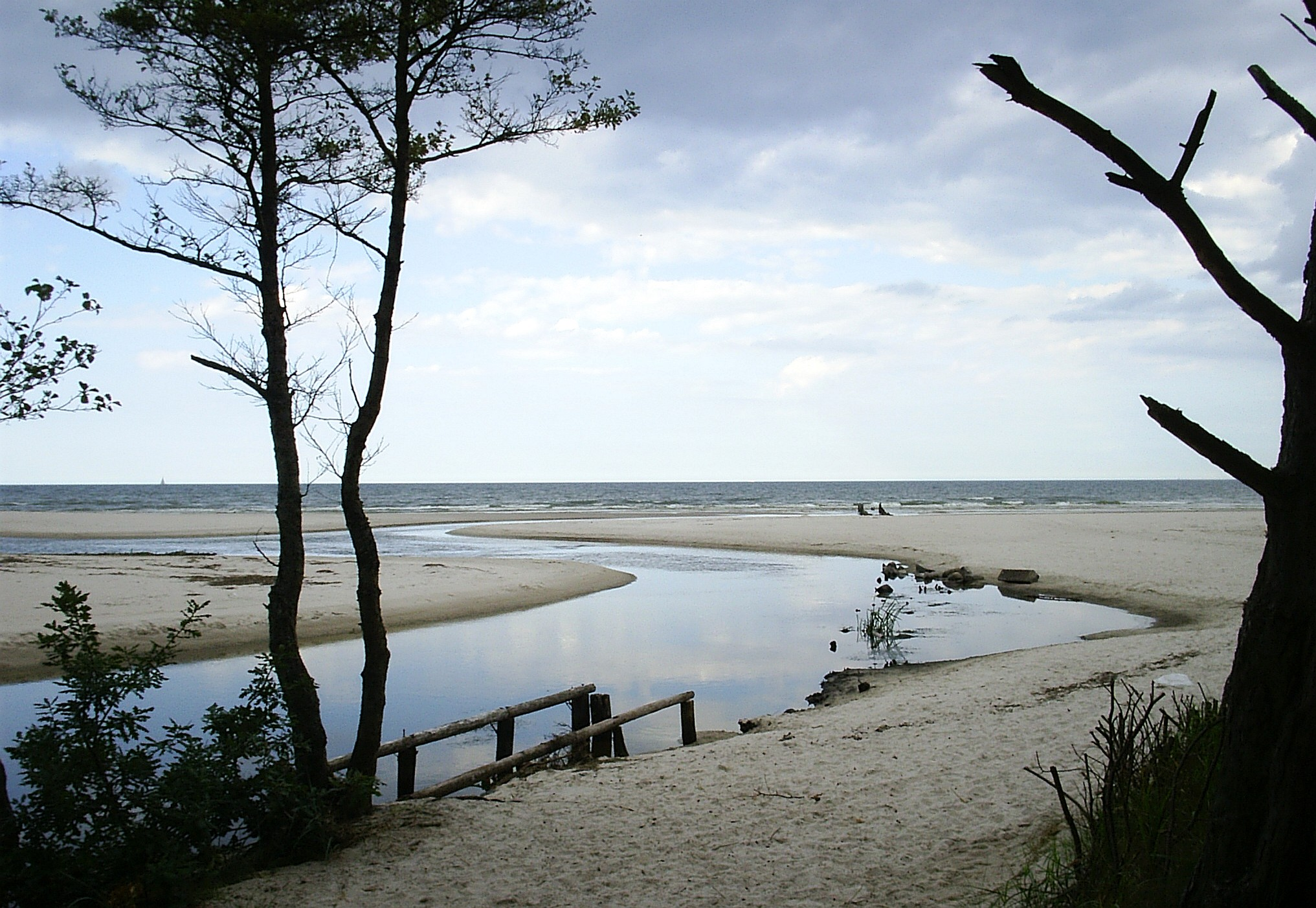
Flussbett der Piaśnica in der Nähe der Einmündung in die Ostsee

Das gesamte Flussbett der Piaśnica vom Quellgebiet bis hin zur Einmündung in die Ostsee befindet sich im ehemaligen Westpreußen. Das Einzugsgebiet der Piaśnica ist etwa 310 km² groß, wovon 80 % in Westpreußen liegen und der Rest in Hinterpommern, und zwar im ehemaligen Landkreis Lauenburg i. Pom.
Die Piaśnica entspringt nördlich von Neustadt (Wejherowo) im Starsiner Forst  bei dem  Dorf Klein Piasnitz (Mała Piaśnica)  Zunächst fließt sie in einem Bogen nordwestwärts, biegt dann östlich des Dorfs  Rieben (Rybno) nach Norden ab, durchströmt den Zarnowitzer See, verlässt diesen  westlich des Klosters Zarnowitz   und mündet, das Zarnowitzer Bruch in zwei Armen durchquerend, westlich des Fischerdorfs Dembeck  (Dębki)  in die Ostsee.  Die Piasnitz wird nach einem Lauf von etwa 28 Kilometern  nur ca. zehn Meter breit und ist nicht schiffbar.
Der Einmündung der Piasnitz ist wie auch bei anderen westpreußischen Küstenflüssen und -bächen eigentümlich, dass der Fluss in unmittelbarer Strandnähe nicht geradlinig ins Meer fließt, sondern eine Neigung nach Osten zeigt und sich erst eine Wegstrecke weiter östlich ins Meer ergießt. Diese Eigenart, mit der eine Neigung zur Verstopfung der Mündung einhergeht, wird durch die von Westwinden angetriebene Küstenströmung des Meers verursacht, die zur Ansandung führt. Bei höheren Sturmfluten findet gewöhnlich ein Verwerfen und Zusanden der Piasnitz-Einmündung statt.
In ihrem unteren Lauf beträgt die Durchflussmenge der Piaśnica 1,5 m³ Wasser pro Sekunde.
Der westliche Mündungsarm der Piasnitz bildete bis zum Jahr 1919 die Grenze zwischen der Provinz Pommern und der Provinz Westpreußen, von 1920 bis 1939 die Grenze zwischen Hinterpommern und dem Polnischen Korridor.